# つるゴン
つるゴン（ラテン文字表記：TSURUGON）は、埼玉県鶴ヶ島市の公式イメージキャラクター（ゆるキャラ）である。

## 概要
2007年（平成19年）1月25日、鶴ヶ島市の公式イメージキャラクターとして「つるゴン」が製作された。名前については鶴ヶ島市による一般公募により命名された。「つる」は幸せを運ぶ鶴、「ゴン」は脚折雨乞をイメージした幸せを運ぶドラゴンの意味がある。ブルーとピンクの色違いで双子の弟妹がいる。ゆる玉応援団の団員No.33。脚折雨乞の日である2012年8月5日に雷電池児童公園内の雷電池（かんだちがいけ）にて特別住民票の交付式が挙行され、鶴ヶ島市の特別住民となる。また、埼玉県の「けんこう大使」にも任命されている。
そして、ゆるキャラグランプリ2020 THE FINALで3位に入る大健闘を見せた。

## プロフィール
- 名前 - つるゴン
- 性別 - 男の子
- 誕生日 - 1月25日
- 住んでいる所 - 雷電池（脚折町五丁目）
- 仕事 - 鶴ヶ島に幸せを運ぶこと
- ゆる玉応援団 - 団員No.33（2012年10月加入[6]）

## 関連グッズ
ぬいぐるみやマスコットなどのグッズが開発されているほか、「つるゴンクッキー」などの菓子類も販売されている。
- バスタオル、フェイスタオル、ハンドタオル
- タオルハンカチ、タオルマフラー
- コーヒー、ビール、サイダー、ラムネ
- フリース、ジャンパー
- ダウンシャツ、ポロシャツ
- キャップ

## その他

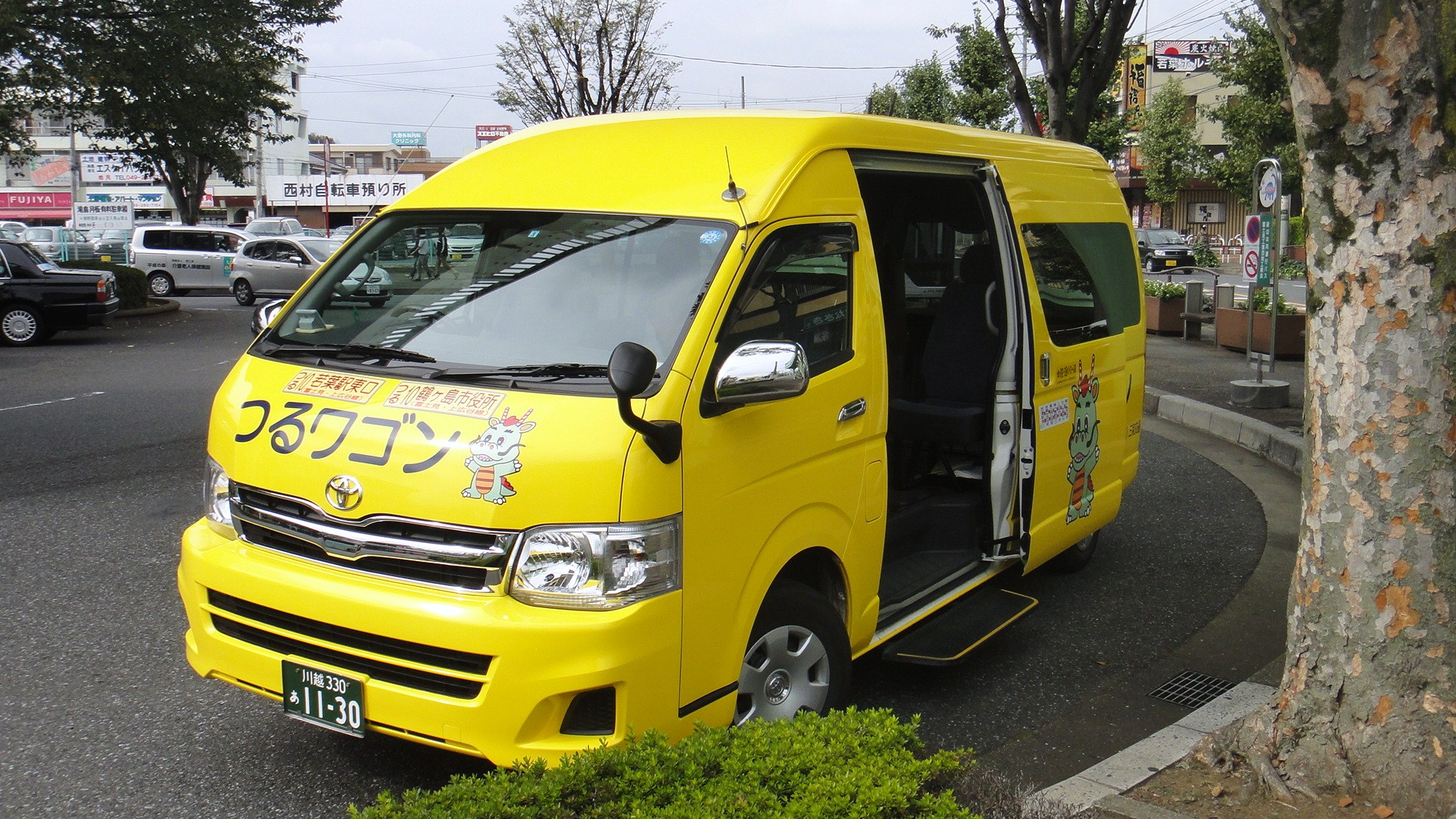
つるゴンが描かれたつるワゴン。

- 鶴ヶ島市が運行するつるバス（コミュニティバス）の車両である「つるワゴン」につるゴンがデザインされたラッピングカーを導入している。
- 東武鉄道は2014年5月1日、東京都および埼玉県内を運行する東武東上本線が100周年を迎えたことを記念し、東武50000系電車（10両1編成）を使用してつるゴンなど東武東上線の沿線25自治体32キャラクターを車両側面にラッピングした「キャラクタートレイン」を東上本線の池袋-森林公園間を中心に2014年7月1日から2015年3月31日までの間運行した[9]。
- つるゴンが坂戸市のイメージキャラクターであるさかろんと共演したデザインのご当地マンホールが、市内の若葉駅西口[10]に設置されている[11]。